# Архиепархия Антананариву
Архиепархия Антананариву (лат. Archidioecesis Antananarivensis) — архиепархия Римско-Католической церкви с центром в городе Антананариву, столице Мадагаскара. В митрополию Антананариву входят епархии Анцирабе, Миаринариву и Цируанумандиди. Архиепархия включает в себя город Антананариву. Кафедральным собором архиепархии Антананариву является Кафедральный собор Непорочного Зачатия Девы Марии. С 7 декабря 2005 года архиепископ Антананариву — архиепископ Одон Мари Арсен Разанаколона.

## История
Святой Престол учредил апостольскую префектуру Мадагаскара в 1841 году, получив территорию от апостольской префектуры Бурбон (сегодня — епархия Сен-Дени-де-ла-Реюньон).
4 сентября 1848 года передал часть своей территории в пользу учреждения апостольской префектуры островов Майотта, Нуси-Бе и Коморских Островов (сегодня — епархия Амбандзы).
В том же году префектура была возведена в ранг апостольского викариата.
16 января 1896 года уступил часть своей территории в пользу учреждения апостольского викариата северной Магашии (сегодня — архиепархия Анцирананы) и южного Мадагаскара (сегодня — епархия Тулагнару).
В 1898 году апостольский викариат принял название апостольского викариата Центрального Мадагаскара.
10 и 15 мая 1913 года уступил часть своей территории в пользу учреждения апостольского викариата Фианаранцуа, соответственно (сегодня — архиепархия Фианаранцуа) и апостольской префектуры Бетафо (сегодня — епархия Анцирабе).
20 мая того же года название снова изменилось в пользу апостольского викариата Антананариву.
18 июня 1935 года и 8 января 1938 года передал другие части своей территории в пользу учреждения апостольских префектур соответственно Ватомандри (сегодня — архиепархия Туамасины) и Морондавы (сегодня — епархия Мурундавы).
14 сентября 1955 года возведён в ранг митрополии буллой Dum tantis Папы Пия XII.
21 мая 1959 года передал часть своей территории в пользу дальнейшего учреждения епархии Амбатундразаки.
28 октября 1989 года архиепархия приняла нынешнее название.

## Ординарии
- епископ Александр-Ипполит-Ксавье Монне, C.S.Sp. — (3 октября 1848 — 1 декабря 1849);
- епископ Жан-Батист Казе, S.J. — (5 мая 1885 — 30 августа 1911);
- епископ Анри де Леспинас де Сон, S.J. — (30 августа 1911 — 7 марта 1927);
- епископ Этьен Фуркадье, S.J. — (15 февраля 1928 — 22 апреля 1947);
- архиепископ Виктор Сартр, S.J. — (11 марта 1948 — 12 января 1960);
- кардинал Жером Луи Ракотомалала — (1 апреля 1960 — 1 ноября 1975);
- кардинал Виктор Разафимахатратра, S.J. — (10 апреля 1976 — 6 октября 1993);
- кардинал Арман Гаэтан Разафиндратандра — (3 февраля 1994 — 7 декабря 2005);
- архиепископ Одон Мари Арсен Разанаколона — (7 декабря 2005 — 5 июня 2023);
- архиепископ Жан де Дьё Раоэлисон — (5 июня 2023 — настоящее время).

## Суффраганные диоцезы
- Диоцез Анцирабе;
- Диоцез Миаринариву;
- Диоцез Цируанумандиди.

## Источник
- Annuario Pontificio, Libreria Editrice Vaticana, Città del Vaticano, 2003, ISBN 88-209-7422-3